# 네네츠 자치구

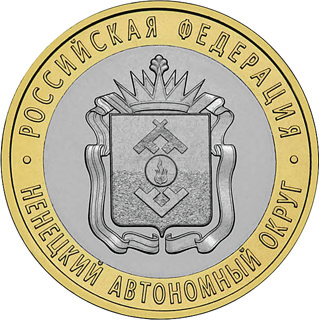
액면가 10루블 러시아 은행 기념주화 (2010년)

네네츠 자치구(러시아어: Не́нецкий автоно́мный о́круг; 네네츠어: Ненэцие" автономной округ’ Nyeneciye” awtonomnoy okruk’) 또는 네네치야(러시아어: Нене́ция, "네네치아")으로도 알려졌다. 러시아의 연방주체와 아르한겔스크주의 자치구이다. 그것의 행정중심은 나리얀마르의 마을이다. 면적은 176,700 제곱킬로미터 (68,200 mi2)이고 그리고 2010년 인구 조사 기준 인구는 42,090명으로 최소 인구의 연방주체가 되었다.
자치구와 아르한겔스크주를 합병하는 계획은 2020년 5월 13일 두 연방의 주지사에 의해 제안되었다. 9월에 국민투표가 계획되어 있는 상황에서 그러나 현지인들의 반대에 부딪혔다.
합병 절차가 완전히 폐기되는 결과를 초래했다.

## 인구
네네츠인(사모예드족)은 인구의 18%에 불과하다.

## 지리

### 시간대
모스크바 시간 (MSK/MSD)에 속해 있다. UTC와의 시차는 +03:00 (MSK)/+04:00 (MSD)이다.

## 역사
1929년에 네네츠 나치오날니 자치구(Ненецкий национальный округ)라는 이름으로 설치되었다. 1977년에 자치구로 승격되었다.

## 행정 구역
- 나리얀마르시
  - 이스카텔레이읍
- 자폴랴르니군

## 주민
| 연도                | 인구   | ±%      |
| ------------------- | ------ | ------- |
| 1926                | 12,200 | —       |
| 1939                | 46,200 | +278.7% |
| 1959                | 36,881 | −20.2%  |
| 1970                | 39,119 | +6.1%   |
| 1979                | 47,001 | +20.1%  |
| 1989                | 54,840 | +16.7%  |
| 2002                | 41,546 | −24.2%  |
| 2010                | 42,090 | +1.3%   |
| 2021                | 41,434 | −1.6%   |
| Source: Census data |        |         |

인구:  42,090 (2010년 인구 조사); 41,546 (2002년 인구 조사); 54,840 (1989년 인구 조사).
소수민족:
68개의 민족이 거주하고 2만5,942명이 러시아인 (62.5%), 7,754명이 네네츠인 (18.7%), 4,510명이 코미인 (10.87%), 1,312명이 우크라이나인 (3.16%), 기타순으로 구성되어 있다.